# KASUMI
KASUMIは三菱電機によって開発された3GPP携帯電話のための、守秘および完全性保証のための暗号アルゴリズムである。

## 概要
KASUMIは、MISTY1と同じ入れ子型Feistel構造を持つ64ビットブロック128ビット鍵のブロック暗号で、そのアルゴリズムはMISTY1に類似している。
設計方針もMISTY1と同じく、差分解読法および線形解読法に対する証明可能安全性を根拠としている。
KASUMIは2000年にW-CDMAの標準暗号に、また2002年にGSMの標準暗号となった。2003年には欧州の産学共同暗号評価プロジェクトNESSIEにおいて、安全性と実用性が評価されて推奨暗号に選定され、日本の電子政府暗号評価プロジェクトCRYPTRECでも、電子政府推奨暗号に選定された。2005年にはISOの国際標準暗号として採用された。
3GPPでは暗号利用モードの関係上暗号化しか利用しない。そのため、復号は定義されていない。
KASUMIという名前は、ベースのMISTYを日本語に訳してつけたものである。

## 典拠
1. ↑  三菱電機・広報発表・2002年7月11日
2. 1 2 3  “戦後日本のイノベーション100選　現代まで　携帯電話等デジタル情報暗号化技術”. koueki.jiii.or.jp.   公益社団法人発明協会. 2020年4月15日閲覧。